# ULTRASAT
ULTRASAT (Ultraviolet Transient Astronomy Satellite, супутник для ультрафіолетової швидкоплинної астрономії) — це космічний телескоп у форматі малого супутника з великим полем зору (210 квадратних градусів), який виявлятиме та відстежуватиме швидкоплинні астрономічні події в ближньому ультрафіолеті (220–280 нм). ULTRASAT буде спостерігати велику ділянку неба, кожні шість місяців переключаючись між південною та північною півкулями. Супутник буде виведений на геосинхронну орбіту на початку 2026 року. Усі дані ULTRASAT будуть передаватися на землю в режимі реального часу. Після виявлення швидкоплинної події ULTRASAT протягом 20 хвилин надаватиме сповіщення іншим наземним і космічним телескопам, які будуть спрямовані на джерело для подальшого спостереження за подією в інших діапазонах довжин хвиль.
ULTRASAT вивчатиме гарячий швидкоплинний Всесвіт. Завдяки вищій чутливості телескопа, доступний для виявлення нестаціонарних джерел об’єм буде для ULTRASAT в 300 разів більший, ніж у найчутливішого ультрафіолетового супутника на сьогоднішній день GALEX. Його можна порівняти з найбільшим наземним оптичним телескопом для огляду перехідних процесів, який планує розпочати роботу в 2023 році, обсерваторією Віри Рубін.
Космічний апарат ULTRASAT побудує Israel Aerospace Industries, а телескоп – підрозділ El-Op компанії Elbit Systems. ULTRASAT спільно фінансується та управляється Ізраїльським космічним агентством та Вейцманівським інститутом під науковим керівництвом Вейцманівського інституту та за значного внеску німецікого наукового центру DESY. Планується 3-річна робота ULTRASAT на геостаціонарній орбіті. Його невелика маса 160 кг і об'єм менший за 1 м3 дозволяють запускати геостаціонарну орбіту як вторинний корисний вантаж.

## Історія
Ініціатива ULTRASAT зʼявилась в 2010 році під час дискусій між вченими Інститутом Вейцмана і  Каліфорнійського технологічного інституту разом із Ізраїльським космічним агентством для задоволення потреби в ширококутному космічному телескопі для вивчення швидкоплинних астрономічних подій на невеликих супутниках,які б підходить за форматом для програми Експлорер. На етапі попереднього дослідження були розглянуті інші спектральні діапазони, включаючи рентгенівське випромінювання. Ультрафіолетове випромінювання було обрано через наявність надійних технологій, вищі шанси на успіху місії та необхідність подальшого дослідження цього спектрального діапазону. Очікується, що завдяки такому супутнику швидкість виявлення змінних і швидкоплинних ультрафіолетових джерел може зрости на кілька порядків і що ULTRASAT зможе виявляти сотні подій приливного руйнування на рік.
Проєкт спочатку називався LIMSAT, і був перейменований на ULTRASAT у 2011 році, коли було подано пропозицію в НАСА для участі в конкурсі 2012 Mission of Opportunity у співпраці з дослідницьким центром Еймса НАСА. Через скорочення бюджету НАСА того року не була обрана жодна пропозиція. Після значних змін у конфігурації телескопа, запланованій орбіті та будові супутника в грудні 2014 року у співпраці з Лабораторією реактивного руху було подано нову пропозицію, яка отримала рейтинг «Категорія II», що означає високі наукові та технологічні переваги, але не була обрана для фінансування. Поточний проект не залучатиме НАСА. Від концепції восьми малих ультрафіолетових телескопів-рефракторів на супутнику на низькій навколоземній орбіті ULTRASAT розвинувся до одного телескопа Шмідта з широким полем зору на геосинхронній орбіті.

## Наука
ULTRASAT має значно перевершити результати, отримані попередньою ультрафіолетовою космічною місією GALEX. Широке поле зору та передові ультрафіолетові детектори дозволять виявляти швидкоплинні ультрафіолетові джерела в космічному об’ємі, який у 300 разів перевищує об’єм GALEX.
Оцінюється, що він виявлятиме понад 100 наднових на рік менш ніж за добу після вибуху. Оскільки ультрафіолетові сигнали від наднових передують оптичним сигналам, ULTRASAT дозволить виявляти наднові на ранній стадії, коли її крива блиску ще не забруднена пізнішими процесами.
ULTRASAT спостерігатиме велике поле зору за допомогою високочутливої УФ-камери з часом повторення зображення всього 5 хвилин. Щоб максимізувати кількість виявлених подій, він спостерігатиме регіони на високих галактичних широтах, уникаючи Чумацького Шляху з його високою концентрацією близьких зір і галактичним пилом, який блокує більшу частину світла від далеких галактик, де відбуваються найцікавіші для телескопа події.
ULTRASAT також буде вимірювати ультрафіолетове світло від великої кількості зір у полі зору з високою часовою роздільною здатністю, що, можливо, дозволить виявити проходження екзопланет.
ULTRASAT також можна буде  наводити на об'єкти, знайдені іншими телескопами. Однією з ключових наукових цілей ULTRASAT є відкриття електромагнітного випромінювання після виявлення гравітаційних хвиль від кілонових - подій злиття подвійних систем за участю нейтронних зір. Очікується, що широке поле зору ULTRASAT зможе повністю охопити межі кутової похибки сучасних детекторів гравітаційних хвиль і дозволить точно локалізувати подію, що дасть змогу далі досліджувати її за допомогою наземних оптичних та інфрачервоних інструментів, чутливих до більш довгохвильового випромінювання, яке має виникати пізніше в шоді вибуху гіпернової.
Також очікується, що ULTRASAT зможе детектувати сигнали від подій припливного руйнування зір надмасивними чорними дірами.
Інші астрофізичні джерела, здатні створювати цікаві для ULTRASAT швидкоплинні ультрафіолетові сигнали, включають післясвітіння гамма-спалахів, активні ядра галактик, змінні та спалахуючі зорі.